# Ikizukuri
Ikizukuri of ikezukuri (Japans: 生き作り/活け造り,  “levend klaargemaakt”) is het bereiden van sashimi van een levend dier. Ikizukuri is een controversiële methode om eten te bereiden (het kan zijn dat na de bereiding de vis nog leeft), in Japan en ook in andere landen. 

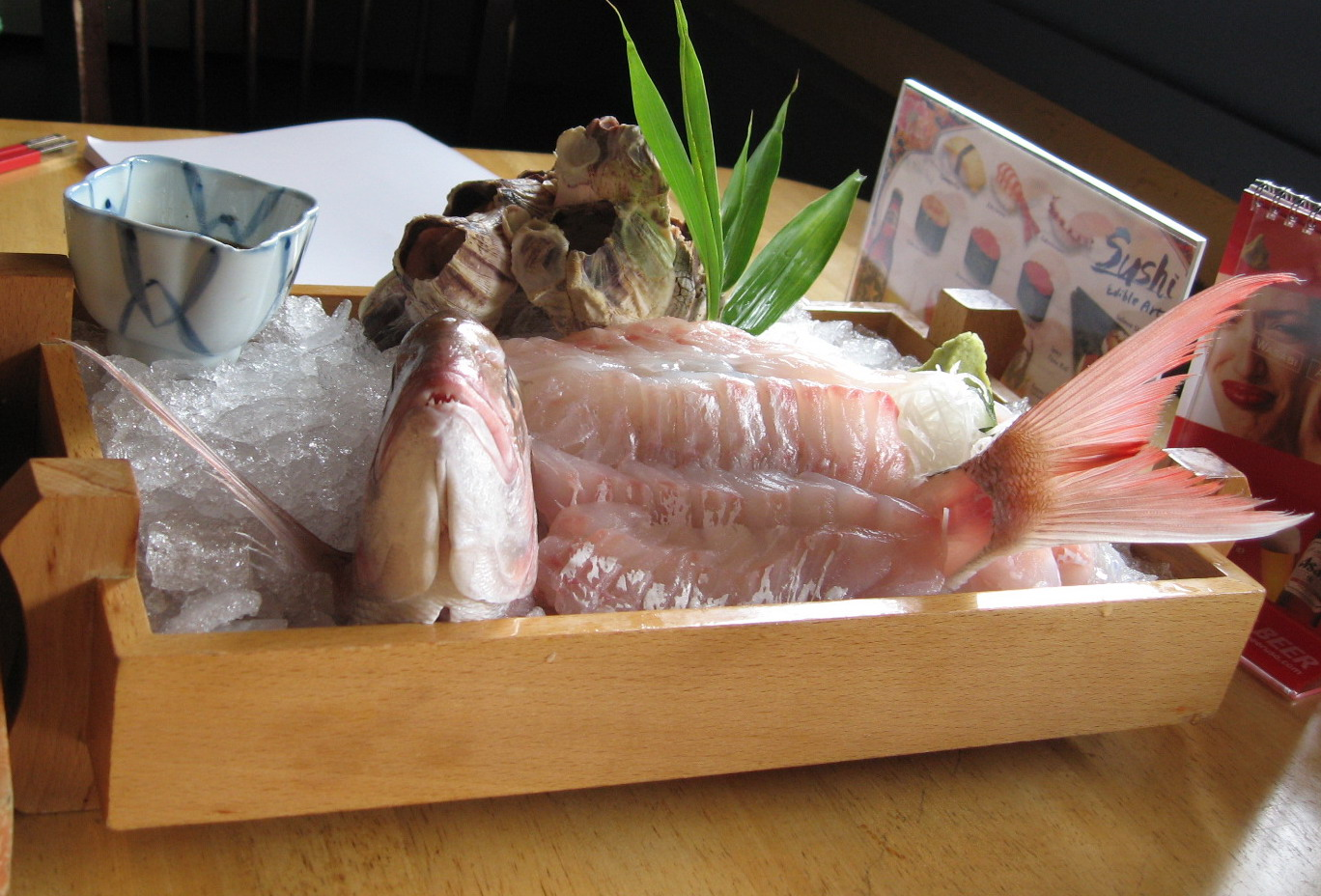
Levende vis geserveerd als sashimi

Vaak wordt door de klant, uit een aquarium, een dier gekozen (garnaal, octopus, kreeft of vis) dat vervolgens wordt klaargemaakt door de kok. De kok, meestal gespecialiseerd in sashimi, fileert het dier, haalt de oneetbare ingewanden eruit, maar zonder het dier te doden (het hart wordt er niet uitgehaald) en serveert het op een bord, gesneden, terwijl het hart nog klopt.
Ikizukuri van vis bestaat uit dunne plakjes of kleine stukjes, soms gegarneerd met citroenschijfjes, een decoratie van gember, of nori (zeewier). Inktvis en octopus zijn gewoonlijk rond eetstokjes gedraaid en heel gegeten.